# Heavenly Action
«Heavenly Action» es el segundo disco sencillo publicado del grupo inglés de música electrónica Erasure, lanzado en 1985
Heavenly Action es una canción compuesta por Vince Clarke y Andy Bell.

## Descripción
Heavenly Action es una canción escrita por (Clarke/Bell) y fue el segundo sencillo adelanto del álbum Wonderland. Este sencillo fue un fracaso comercial, apenas llegó al puesto 100 del ranking británico aunque le fue algo mejor en Alemania donde alcanzó el puesto 43. Esto obligó a la banda a cambiar su estrategia comercial, dedicándose a dar pequeños shows en Universidades de Inglaterra y Alemania, para de ese modo cimentar una base de seguidores

## Lista de temas
| CD Sencillo (CDMUTE42) / (INT 826.768) 1. «Heavenly Action» 3:30 2. «Don't Say No» (Vocal) 3:44 3. «Heavenly Action» (12" Mix) 6:08 4. «Don't Say No» (Instrumental) 3:20 5. «My Heart... So Blue» (Incidental) 3:43 12" Vinilo Sencillo (12MUTE42) / (INT 126.834) - A1 «Heavenly Action» (12" Mix) 6:03 - B1 «Don't Say No» (Instrumental) 3:20 - B2 «My Heart... So Blue» (Incidental) 3:36 | 12" Vinilo Sencillo (L12MUTE42) - A «Heavenly Action» (Yellow Brick Mix) 6:43 - B «Don't Say No» (Ruby Red Mix) 6:00 7" Vinilo Sencillo (MUTE42) / (INT 111.833) - A «Heavenly Action» 3:21 - B «Don't Say No» 3:44 12" Vinilo Sencillo x2 (D12MUTE42) - A1 «Heavenly Action» (12″ Mix) 6:03 - B1 «Don't Say No» (Instrumental) 3:20 - B2 «My Heart... So Blue» (Incidental) 3:36 - A «Who Needs Love Like That» (Mexican Mix) 6:08 - B «Push Me Shove Me» (Tacos Mix) 5:46 |

## Créditos
Don't Say No escrito por Clarke/Bell. My Heart... So Blue y Push Me Shove Me escritos por Vince Clarke.

## Video
El video musical, dirigido por John Scarlett-Davies, muestra a Andy Bell y Vince Clarke como viajeros espaciales, rodeados de niños (uno de ellos, Cupido).

## Datos adicionales
Dave Foster participa tocando el bajo como artista invitado en Heavenly Action.

En la contratapa del disco figura impreso un fragmento del cuento El soldadito de plomo de Hans Christian Andersen.